# Aleta Ogord
Aleta Ogord, brevemente también conocida como Starhawk, es un personaje ficticio, una superheroína que aparece en los cómics estadounidenses publicados por Marvel Comics. El personaje está representado en un futuro del Universo Marvel.
Michelle Yeoh interpretó a Aleta en la película del Marvel Cinematic Universe, Guardianes de la Galaxia vol. 2 (2017).

## Historial de publicaciones
Aleta Ogord apareció por primera vez en The Defenders # 29 y fue creada por Steve Gerber, Sal Buscema y Vince Colletta.
Más tarde, Aleta apareció en Guardianes de la Galaxia como miembro del equipo de superhéroes titular. El escritor / artista Jim Valentino pronto rediseñó su apariencia, definió más claramente sus poderes y la separó de Starhawk. Valentino explicó: "No quería a Supergirl, y ella era, básicamente, Starhawk arrastrado. Vi varias cosas en ella: sería la mujer escultural que los fanáticos parecen requerir... Estaría un poco por encima de todos (Yondu se refirió a ella como una 'diosa', y si miras, notarás que sus pies nunca tocan el suelo). También jugaría como un catalizador para Starhawk y Vance".

## Biografía
Aleta Ogord es una Arcturan que nació en el planeta Arcturus IV a fines del siglo XX de la línea de tiempo de la Tierra-691. Fue entrenada para ser agresiva y se ofendió por su débil e intelectual hermano adoptivo Stakar. Cuando se fusionó físicamente con Stakar, de modo que solo uno de ellos podía existir físicamente en cualquier momento, pasó mucho tiempo suspendida en el limbo. Ella se volvió pasiva y con el tiempo se enamoró de Stakar. El Dios Halcón permitió que los dos se separaran por un tiempo y ella dio a luz a tres niños llamados Tara, Sita y John.
El padre de Aleta, Ogord, buscó venganza en Starhawk por abandonarlo, secuestrando a sus nietos, y los convirtió en vampiros psíquicos. Los niños fueron asesinados, y Aleta estuvo en contra de Stakar por el resto de su vida, ya que sentía que él podría haberlo prevenido.
Como una aventurera y protectora, Starhawk y Aleta conocieron a los Guardianes de la Galaxia y los Defensores. Ayudaban a los héroes en la derrota de la fuerza de invasión Badoon. Starhwak se unió a los Guardianes de la Galaxia en una misión espacial, y ayudó a derrotar al Hombre Topográfico. Se revela como Stakar y Aleta se habían fusionado por primera vez en un ser compuesto como Starhawk. Ayudaron a batallar contra los atracadores de Arcturus. Starhawk se asoció con el viajero del tiempo Thor y luchó contra Korvac y sus secuaces de Amenaza. Starhwak viajó al día presente junto a sus compañeros los Guardianes, y asistió a los Vengadores en la batalla contra Korvac. Junto a los Guardianes, los Cuatro Fantásticos, Dargo y Keeper, Starhawk batalló manifestaciones del poder de Korvac en varias eras. En 3017 A.D., Starhawk y Aleta fueron en una búsqueda para encontrar el escudo perdido del Capitán América. Lucharon contra Taserface y Stark, y derrotaron a Stark. Finalmente, Aleta derrotó y expulsó la conciencia de Stakar de su ser, y envió a Stakar de vuelta a tiempo para comenzar su ciclo de vida de nuevo.
Finalmente, Aleta y Starhwak se separaron, y ella comenzó una relación con Vance Astro, hasta que un moribundo Starhawk la reabsorbió para salvar su propia vida. Durante un tiempo, fusionado siendo solo existía en forma de nueva oscurecido de Stakar, incluso cuando Aleta tenía el control, hasta Aleta finalmente dominado a Stakar, lo envió de vuelta a su cuerpo infantil en el pasado, y asumió el manto de Starhawk. Ella conservó el título durante un breve período, hasta que regresó Stakar durante una visita a otra línea de tiempo, después de lo cual se dio por vencida el título y los poderes de Starhawk para librarse de la influencia de Stakar, Que la había hecho fría e insensible. A pesar de que todavía estaba enamorado de Vance y estaba comprometida para casarse con él, la serie terminó dejando el futuro de su relación ambigua.

## Poderes y habilidades
Aleta es un miembro de la raza alienígena del planeta Arcturus IV que se ha fusionado en un ser compuesto con su hermano adoptivo Stakar por un dispositivo de energía alienígena. Aleta puede enfocar los fotones en construcciones de luz sólida (como espolones, burbujas, rampas, etc.). Puede volar de pie en un disco de su luz sólida y mentalmente ordenando que se eleve hacia arriba. Más tarde aprendió a crear construcciones más complicadas y manipularlas (mover y cambiar el tamaño), siendo capaz de levantar cosas que pesan hasta 50 toneladas, así como el aumento de resistencia, durabilidad y agilidad que son comunes entre los arcturanos. Cuando se convirtió en Starhawk, Aleta ganó la habilidad de volar a velocidades que se aproximaban a la de la luz mediante el golpeteo de los antigravitones, fue capaz de sobrevivir en el vacío del espacio, manipulación de luz para disparar explosiones de fuerza contundemte o crear escudos protectores, y mostrar precognición limitada. Posee una vida útil extremadamente larga y una inmunidad a las enfermedades más conocidas y enfermedades por radiación. Posee sensibilidad extrasensorial a los patrones de energía ya las fluctuaciones. Es capaz de pasar a través de la materia sólida mediante la alineación de sus propias moléculas en un patrón correspondiente a las moléculas del objeto que está tratando de pasar. Después de separarse de Stakar, ella conservó los poderes concedidos a través de su fusión.
Aleta tiene conocimiento de la arqueología del planeta Arcturus IV. También tiene conocimiento extenso de varias civilizaciones a través de la galaxia de la Vía Láctea.

## En otros medios

### Cine
Aleta Ogord aparece en Guardianes de la Galaxia vol. 2 (2017), interpretada por Michelle Yeoh. Ella aparece durante una escena de mitad de créditos en la que el equipo original de Yondu interactúa. La intención de presentar a los personajes es que aparezcan en futuras películas de la franquicia.

## Recepción
Lucas Siegel, de Newsarama, comentó sobre la relación de Starhawk y Aleta: "Puedes pensar en él como una versión de superhéroe del protagonista del manga Ranma. Comparte su cuerpo con una mujer llamada Aleta, y cambia de un lado a otro con ella. un dispositivo bastante común en los años 80 y 90, especialmente con los personajes cósmicos (todo el trato de la persona regular que contiene todo el poder de la entidad cósmica), por lo que tiene sentido tener uno de estos en el equipo".